# Graf van Petrarca

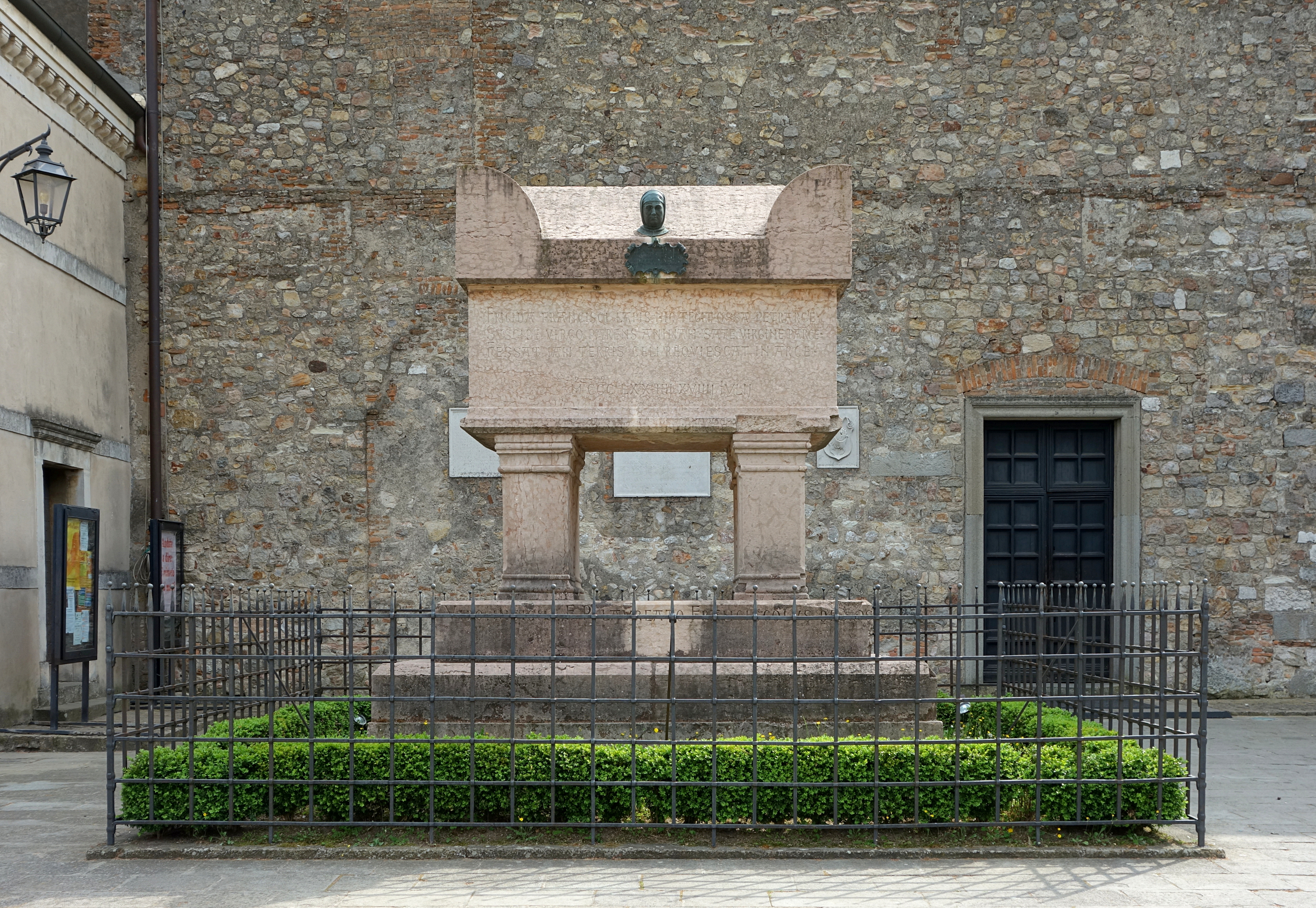
Graf van Petrarca in Arquà Petrarca, Italië

Het Graf van Petrarca staat in Arquà Petrarca, een gemeente in de Noord-Italiaanse regio nabij de stad Padua. 
De 14e-eeuwse dichter Francesco Petrarca woonde de laatste jaren van zijn leven in Arquà, in 1868 hernoemd tot Arquà Petrarca. Petrarca stierf in zijn landhuis in 1374. Hij werd ten grave gedragen in de dorpskerk. In 1380 werd hij herbegraven in een praalgraf midden in het dorp. Petrarca’s schoonzoon Francescuolo da Brossano had zich bekommerd om het praalgraf op te richten. Het is gebouwd in rood marmer van Verona. Bovenop staat er een bronzen buste van Petrarca.
De structuur van het graf is een kopie van het Graf van Antenor, de legendarische stichter van Padua. Het Graf van Antenor staat in het centrum van de stad Padua.
Op de grafsteen van Petrarca staat de volgende inscriptie in het Latijn: Frigida Francisci lapis hic tegid ossa Petrarce; suscipe virgo parens animam; sate virgine pace. Fessa(que) iam terris celi requiescat in arce. Dit betekent: Deze steen bedekt de koude beenderen van Francesco (Petrarca); Moeder Maagd ontvang zijn ziel; jij, zoon van de Maagd, componeer (nu). Moge je ziel die al vermoeid is door het aardse (leven), rusten in de boog van de hemel.